# ベルトラメリ能子
ベルトラメリ 能子（ベルトラメリ よしこ、1903年4月1日 - 1973年8月2日）は、日本の声楽家・ソプラノ歌手。旧姓は鐵（てつ）。

## 経歴
1903年（明治36年）4月1日生まれ。茨城県多賀郡平潟町（現・北茨城市）出身。
8歳頃から東京で育つ。東京音楽学校（現東京芸術大学）卒業後アドルフォ・サルコリに師事し、三浦環の妹弟子でもあった。高輪尋常小学校で教師をしながら山田耕筰に師事。
1922年（大正11年）オペラ研究のため、イタリアに留学。ナポリに3年、後にローマに移り、国立音楽学校でオットリーノ・レスピーギなどに理論を、ベリット・ド・ラビカらに声楽を学んだ。
ローマでイタリアの詩人・アントニオ・ベルトラメリと出会い、のちに結婚。1930年（昭和5年）に夫と死別し、1931年（昭和6年）に一時帰国して日本コロムビア専属歌手となり、独唱会などを開いた。
1932年（昭和7年）には再びイタリアへ渡り、1935年（昭和10年）に帰国。帰国後は鎌倉に住み、ベルカント唱法の日本普及に貢献するなど、教育活動に尽力した。
1959年（昭和34年）国立音楽大学専任講師。1964年（昭和39年）同大学教授。
1973年（昭和48年）8月2日、東京都千代田区神田和泉町の三井記念病院で死去。享年70歳。著作に『イタリア歌曲集』（音楽之友社、1956年 - 1958年）がある。

## 門下生
- 古関金子

## 演じた俳優
- 広岡由里子 - NHK連続テレビ小説『エール』、2020年、役名はベルトーマス羽生。